# 미국의 경제

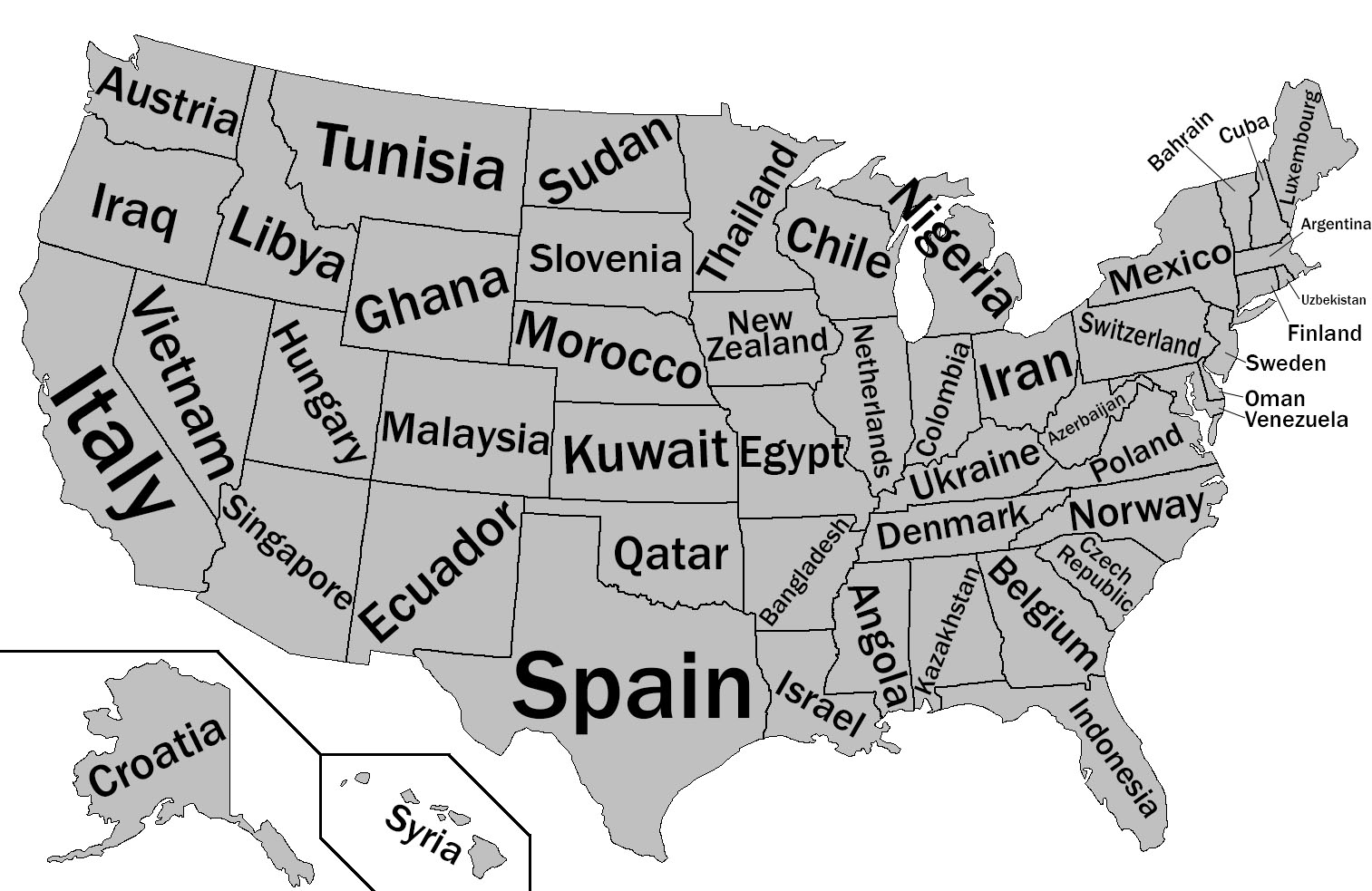
각 주 마다 미국외 국가의 대략적인 GDP를 통해 주의 경제를 비교한 이미지

미국의 경제 체제는 자본주의 시장 경제로, 풍부한 천연 자원을 보유하고 있으며, 기반 시설이 잘 갖추어져 있고 높은 생산성을 누리고 있다. 미국이 부유한 경제를 이룩한 것은 풍부한 인적·물적 자원의 존재와, 자유무역, 기술혁신이 뒷받침된 국내 산업이나 해외에서의 활발한 투자활동, 낮은 인플레이션, 견실한 금융시장으로 대표되는 고도의 자본주의 체제에 의한 것이다. 미국의 경제는, 세계 최대의 국민경제로, 그 동향은 국제경제에 커다란 영향을 미치고 있다. 국제통화기금(IMF)에 따르면, 미국의 국내총생산은 14조 4천억 달러로, 시장 환율로 세계총생산(GWP)의 23%, 구매력 평가(PPP) 대비 세계총생산의 약 21%를 차지한다고 한다. 미국의 GDP는 세계 최대 규모이며, 2008년 유럽 연합의 구매력 평가 대비 합산 GDP보다 겨우 5% 적은 수준이다. 이 나라는 1인당 명목 GDP 17위, 구매력 평가 1인당 GDP 6위에 등재되었다.
미국 경제는 세계 최대의 시장이기 때문에 전 세계 국가들이 미국을 향하여 수출을 하고 있다. 미국은 세계 최대 재화 수입국이며, 수출 규모는 세계 3위인데 1인당 수입액은 비교적 낮다. 주요 무역 상대국으로는 캐나다, 중국, 멕시코, 일본, 독일이 있다. 원유 등의 자원부터 자동차, 의류, 전자기기 등의 공업제품을 대량으로 수입하고 있다. 2007년, 자동차는 주요 수출입 품목이었다. 중국은 미국 공공 채무를 가장 많이 보유한 해외 채권국이다. 약 6년간 성장하던 미국 경제는 2007년 12월부터 침체기를 맞고 있다. 한편 미국은 국제 경쟁력 보고서에서 2위에 등재되었다.

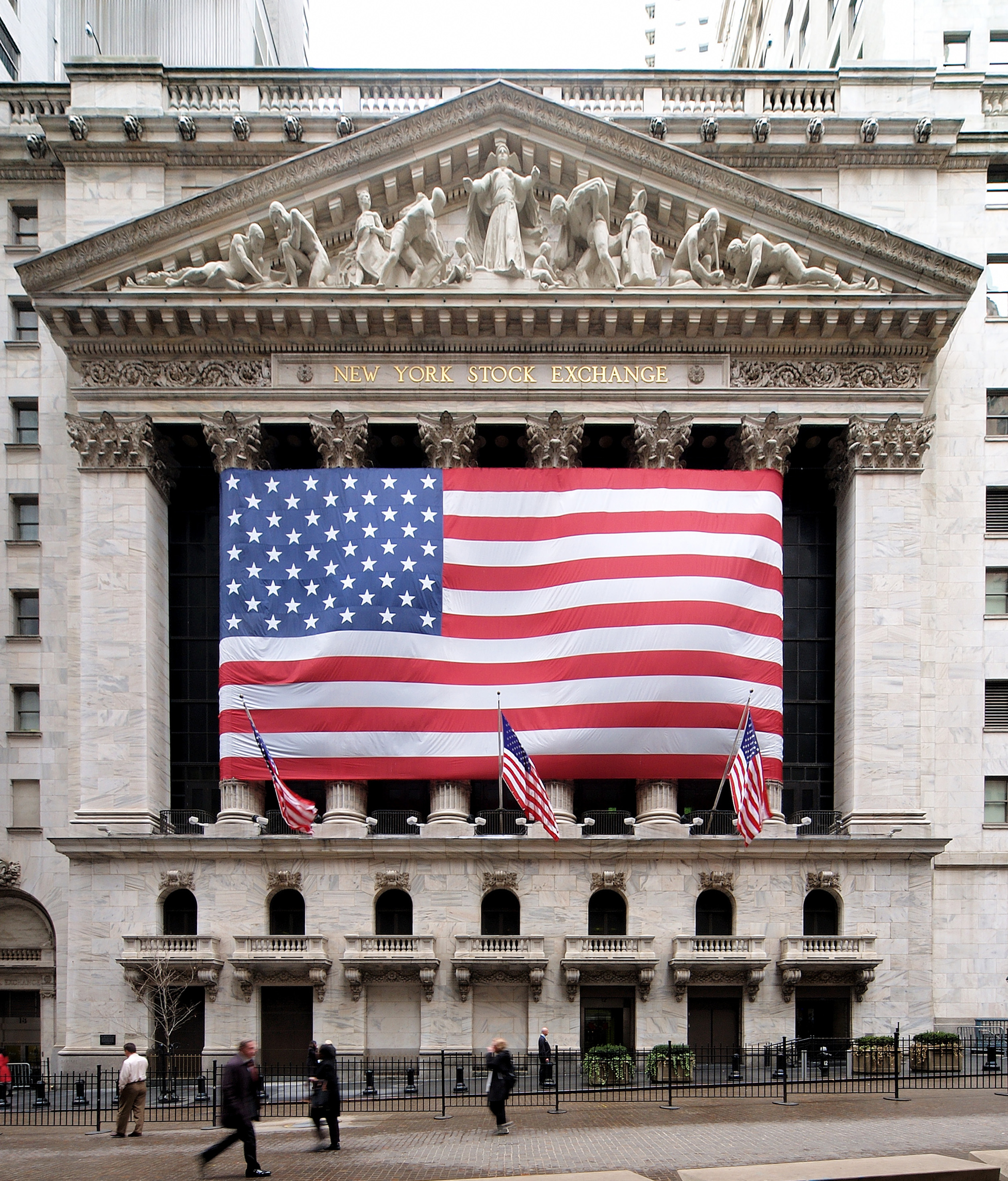
월 가의 뉴욕 증권거래소.

2009년 미국 경제에서 민간 부문은 전체 중 55.3%를 차지하는 것으로 집계되었는데, 연방 정부 활동은 24.1%, 주 및 지역 정부 활동(연방 이전액 포함)은 20.6%를 기록하였다. 미국 경제는 탈산업화 단계로, 서비스 부문이 GDP의 67.8%를 차지하지만, 지금도 미국은 산업 강국이다. 첨단과학과 신기술을 배경으로 한 제조업, 기업화된 규모의 경제를 이점으로 가진 농업에도 강점을 가진다. 기업 총수령액 기준 주요 사업 분야는 도소매 무역이며, 순수입 기준으로는 제조업이 주된 분야이다. 화학 공학 제품은 주요 제조업 분야이다. 미국은 풍부한 자원을 국내에 가지고 있으나 소비량이 많기 때문에, 원유 등은 수입을 한다. 미국은 세계 3위 석유 생산국이며, 최대 수입국이기도 하다. 미국은 전기 및 핵 에너지를 비롯하여 액화 천연 가스, 황, 인지질, 소금 생산에서 세계 1위이다. 농업은 미국 GDP의 1%를 넘지 않으나, 미국은 옥수수와 콩의 세계 최대 생산국이다. 뉴욕 증권거래소는 세계에서 달러가 가장 많은 곳이다. 코카콜라, 맥도날드는 세계에서 브랜드 인지도가 가장 높은 기업이다.
2009년 3/4분기에 미국 노동 인구는 1억 5,440만 명이었다. 이 중 고용 인구의 81%가 서비스 부문에 종사하고 있다. 2,240만 명을 거느린 미국 정부는 주요 고용처이다. 미국 노동자의 노동 조합 조직률은 12% 정도로, 서유럽의 30%에 비하여 낮은 수준이다. 세계 은행은 미국을 노동자의 고용과 해고가 가장 쉬운 나라 1위로 들었다. 1973년에서 2003년까지 미국인의 연간 평균 노동 시간은 199시간에 이르렀다. 이런 이유도 있어서, 미국은 세계에서 노동 생산성이 가장 높은 수준이다. 2008년에 미국은 시간당 노동 생산성 면에서 십년 전까지만해도 미국보다 높던 노르웨이, 프랑스, 벨기에, 룩셈부르크를 따라 잡았다. 유럽과 견주어 미국의 자산 및 법인 소득세율은 보통 높은 편이며, 노동 특히 소비세율은 낮다. 이민자를 많이 받아들였기 때문에, 선진국 중에서는 인구증가율이 높고, 주택건설 등의 내수가 강하다. 한편, 소득과 자산의 격차는 점점 확대되고 있다.

## 경제사
미국 경제의 역사는 16세기부터 18세기에 이곳에 정착했던 유럽인들로 거슬러 올라간다. 1939년에 1,044억 달러였던 미국의 국민총생산은, 1995년에는 9조 2,362억 달러에 이르렀다. 이것은 한 나라의 총생산으로서 물론 세계 제1이며 사상(史上) 최고였다. 1999년 1인당 국민소득을 보면 33,438달러로 스위스·일본·독일·싱가포르에 이어 세계 제5위를 기록하였다.
미국 건국 당시는 아직 농업국으로 경제적으로는 후진국이었으며 선진국이 된 것은 최근의 일로 19세기의 비약적인 공업발전에 의한 것이었다. 산업 취업자별 구성비를 보면 1968년에는 제1차산업 6%, 제2차산업 35%에 대해 제3차산업은 59%였다. 그런데 1994년의 산업 취업자별 구성비율은 제1차산업은 2.9%, 제2차산업은 16.9%, 제3차산업은 80.2%로 되어 있으며, 게다가 시간이 흐름과 더불어 1,2차산업의 상대적 위치는 저하하고 제3차 산업의 비율이 계속 상승하였다. 이같은 제3차산업의 약진은 선진국에 공통된 현상이지만 미국에서는 뉴딜 이후 국민경제에서 차지하는 연방정부나 지방자치제의 역할과 그 방대한 생산력과 경제력에 따라 유통·금융·공익 등의 부문이 확대된 것 등이 주요 원인이었다. 농업을 중심으로 하는 1차산업 부문은 1900년 이래 취업자수의 격감을 볼 수 있으나, 그 낮은 상대적 비율에도 불구하고, 세계적으로 보면 미국은 주요 농업 생산국이었다. 제조업을 중심으로 하는 2차산업 부문도 풍부한 주요 광물자원과 생산성이 높은 근대공업으로 1990년대에도 미국경제의 주축으로서의 위치를 잃지 않고 있었다.
미국 경제에서의 연방정부의 재정적인 역할은 뉴딜 이래 그 비중이 증가하여, 1970년대에는 미국 경제를 크게 좌우하는 데까지 이르렀다. 1976년 10월에 시작된 77회계연도에서 세출은 3,942억 달러를 넘는데, 26%(1,011억 달러)가 국방비로 지출되어 물가상승의 큰 요인이 되었다. 또 케네디 시대 이래의 국제 수지의 적자폭 증대는 어떠한 해소방책이 섰다고 할 수 없었으며, 일련의 달러 방위책이 발표되어 있었지만 대외 부담과 민간자본의 해외 유출을 적극적으로 억제하지 않는 한 그 해소는 어려웠다. 1990년대 들어 클린턴 행정부는 계속적인 달러화의 약세정책, 제3국에 대한 시장개방 압력 등으로 선진국 가운데 가장 높은 연평균 3% 내외의 높은 성장률을 달성했다.

## 무역과 종합개발

### 무역
세계 제1의 물적(物的) 생산력을 가진 미국은 세계 무역시장에서도 제1위의 지위를 차지하고 있다. 그러나 그 상대적 지배력은 독일·일본·중국 등의 대두로 점차 저하되는 경향을 나타내고 있다. 1947년에 33%로 압도적인 비율을 차지했으나 1955년에는 17%로 거의 제2차 세계 대전 전의 수준으로 저하되고, 1999년에는 세계 무역 총액에 대하여 수출은 6,952억 달러로 11.6%, 수입은 10,591억 달러로 15.1%를 차지하고 있어 미국의 무역 동향은 세계 경제에 뚜렷한 영향을 미치고 있었다. 그러나 최근에는 12%로 떨어져 급속한 신장세를 보인 독일의 11.3%와 거의 차이가 없을 정도이다. 미국이 유럽에서의 절대적 지배력을 독일에 물려주었으며, 아시아에서는 일본에 그 지위를 잠식당하고 있다.
또한 국제수지면에서도 미국은 원래 무역수지의 흑자로서 자본유출(대외투자·경제원조 등)의 적자를 메워 국제수지의 균형을 유지하여 왔으나 자본수지 적자의 확대와 함께 1960년대 중반부터 무역수지도 약화되기 시작하여, 1971년에는 1888년 이래 최초의 적자를 기록하게 되었다. 이는 산업경쟁력의 약화와 달러화의 과대평가 및 생산능력을 넘어선 지나친 소비경향에 의한 것이다. 미국의 1984년 무역적자는 1,233억 달러, 1985년 적자는 1,520억 달러에 이르렀다. 1995년의 무역적자는 1,862억 1,500만 달러였다. 무역수지의 적자는, 서비스 수지의 흑자를 크게 상회하여, 이자와 배당의 지급도 더한 경상수지는 큰 적자가 되고 있다.
미국의 주요 수출상대국은 이웃나라인 캐나다가 최대이고, 그 밖에 멕시코, 일본, 영국, 독일, 중국, 대한민국, 네덜란드, 타이완, 홍콩 등이고, 수입 상대국은 캐나다, 일본, 멕시코, 중국, 독일, 영국, 타이완, 대한민국, 프랑스, 이탈리아 등이다. 국토가 넓고 각종 자원이 풍부한 미국에게 있어 무역에 의존하는 비율은 적으며, 자급자족형의 경제구조를 갖고 있음을 볼 수 있다. 다만 농산품이나 기계 등에서 생산고가 양적으로 많지 않은 어떤 상품(예를 들면 카메라·선박·바나나) 중에는 무역 의존도가 높은 것도 있다. 산업의 높은 생산성으로 해서 특히 공업제품의 국제 경쟁력은 강하지만, 일반적으로 무역정책은 국내산업 보호의 색채가 짙다. 수출입을 품목별로 보면, 우선 수출에서는 수송용 기기(機器)·기계류가 단연 우세하고, 이어서 식료품(주로 농산품)·공업제품·식품 이외의 원재료 등이 크다. 한편 수입은 텔레비전·VTR 등 공업제품·수송용 기기(자동차)·기계류·식료품·원재료 등이 태반을 차지한다. 그 외에도 사무용기기(컴퓨터 포함), 섬유, 원유 등이 있다. 수출품은 기계류, 자동차, 사무용기기(컴퓨터 포함), 비행기 등이다.
미국의 수출입의 최근 동향을 보면 그 앞날에 많은 문제가 있음을 지적할 수 있다. 원래 국내산업 보호주의의 색채가 짙은 미국이 케네디 대통령의 적극적인 무역정책으로 만성적인 국제수지 적자를 수출진흥에 의한 흑자로 개선하려고 했다. 그러나 미국의 연이은 수출의 동향을 보면 그 신장은 서유럽 여러 나라의 신장을 하회하며, 세계 수출에서 차지하는 몫은 해마다 저하했다. 또 상품별로 보면 완성 공업품은 독일을 중심으로 하는 EU 여러 나라나 일본 등의 생산성이 향상된 결과 그다지 수출이 늘지 않는다. 수입에 있어서는 완성 공업품·반제품·원재료·식품 등의 균형이 잡혀 있으나 최근 국내 산업계로부터 수입 제한의 요구가 강력히 제기되어 다시 보호무역으로 되돌아갈 기미를 보여 결과적으로 국제무역에 여러 가지 영향을 줄 것이다. 미국은 환율과 통상 정책에 주력한다는 정책을 세워 놓고 있다.

### 해외 투자
두 번의 석유파동과 이어진 1차 걸프전이 한 경고가 되어 미국의 에너지 정책 수정을 불가피하게 만들었다. 미국 석유회사들은 몇몇 주요 생산국에 대한 의존도를 줄이면서 끊임없이 증가하는 석유 수요에 대응하기 위해 1990년대부터 전 세계에 걸쳐 탐사작업과 투자를 늘렸다. 미국이 수입하는 석유 중 중동의 비중은 1990년대 초 25%에서 오늘날 약 15%로 줄어들었다. 이제 그 비율은 2005년에 미국이 소비하는 석유의 14%를 공급한 아프리카 대륙의 몫에 견줄 만하다. 미국의 목표는 더 나아가 이 몫을 2010년까지 20%로 끌어올린다는 것이다. 미국이 보기에 아프리카는 우선 풍부한 매장량과 상대적으로 가까운 지리적 위치 등 여러 가지 전략적 이점을 갖고 있기 때문이다. 미국이 아프리카에서 실시하는 투자는 아프리카 대륙의 개발에 거의 영향을 미치지 못하고 있다. 왜냐하면 몇몇 국가, 무엇보다 석유와 광물 부문에 집중적으로 투자가 이루어지기 때문이다. 개발을 진작시키기 위해 미국은 성장 잠재 부문이라고 판단되는 무역에 역점을 두었다. 그렇게 해서 2000년 5월, 미국은 아프리카의 무역 자유화와 성장에 관한 신규 법안 AGOA(African Growth and Opportunity Act)를 채택했다. 이 법을 통해 아프리카 37개국은 자국의 일부 상품을 (특히 섬유제품의 경우) 더 좋은 조건으로 미국 시장에 거래할 수 있게 되었다. 한편 미국의 석유회사들도 매우 폭넓게 아프리카의 자원에 접근할 수 있는 혜택을 입었다. 셰브런사는 앙골라의 카빈다에서 생산되는 석유의 75%를 통제하게 되었다. 차드에서는 엑슨모빌사와 셰브런사가 운영하는 컨소시엄이 카메룬을 거쳐 석유를 수출하기 위해 2004년에 개통된 송유관을 관리한다. 또한 기니만에서는 미국의 여러 석유회사가 2003년 이래로 적도 기니, 상투메프린시페뿐만 아니라 세계 제9위의 원유 생산국인 나이지리아의 해양을 탐사하고 있다.

### 종합개발
미국의 넓은 국토는 거대한 하천·사막·건조지 등도 많으며, 그 본래의 성질에 인력에 의한 황폐도 곁들여서 홍수·한발 및 그 밖의 자연재해도 많다. 따라서 자연 보호, 특히 하천의 조절을 목적으로 하는 치산·치수 사업은 연방정부의 중요한 과업이며, 1930년대 이래 전력(電力) 개발 등도 합해서 수자원(水資源)의 종합개발이 이루어졌다. 특히 T.V.A로 알려진 테네시강이나 콜로라도강, 컬럼비아강, 미주리강의 개발이 유명하다. 최근에는 애팔래치아의 쇠퇴지역 재개발이 종합개발의 일환으로서 대두되고 있다.

#### T.V.A
T.V.A는 테네시 계곡 개발공사의 약칭으로서 루스벨트 대통령이 경제 불황을 극복하기 위하여 취한 이른바 뉴딜정책의 일환으로 1933년에 설립되어, 테네시강 유역의 종합개발이 착수되었다. 대공사를 한 결과 본·지류에 30개가 넘는 댐이 건설되고, 그때까지 큰 피해를 냈던 홍수가 방지되었을 뿐만 아니라 풍부한 전력이 값싸게 공급되어 유역 주변의 주민들에게 혜택이 미쳤으며, 또 전력을 이용한 화학비료의 제조 등으로 전미국의 농업 개혁에 공헌하는 등의 성과를 올려 그 후의 하천 종합개발의 좋은 선례가 되었다.

## 산업

### 농림수산업
미국의 농업은 광대한 면적의 비옥한 토지와 일반적으로 온난습윤한 기후의 천혜를 입고, 게다가 구대륙과 같은 봉건적 토지제도도 없으므로, 이른바 미국형이라고 불리는 자본주의적 대규모 경영이 발달하였으며, 기계력을 구사하여 적지적작(適地適作)의 성과를 올리고 있다. 미국의 전체 토지면적 중에서 약 절반 가량이 농경지(목초지와 방목지 포함)로 이용된다. 경지(耕地)와 수원지(樹園地)의 면적은 약 2억ha, 목초지는 약 2억 4,000만ha로 농업용지의 면적이 알래스카를 제외한 국토면적의 약 6할을 차지하고 있다. 농업생산성이 급속하게 향상되어 적은 노동력으로 전례없이 많은 생산이 가능해졌다. 2000년 미국의 농립수산업 취업인구 비율은 2.9%에 불과하나 그 생산규모는 세계 유수의 농업국임을 입증하고 있다. 농업 인력은 감소한 반면 농지의 소유 집중화와 기계화는 증가했다. 주요 농작물은 미국의 중심부에서 자라는 옥수수·밀·보리 등과 주로 남부에서 재배되는 알곡용 수수·목화쌀·쌀·콩·담배 등이다. 밀의 총생산량은 54,413,300톤(2011년, 세계 4위, 7.73%)이다. 과일로는 플로리다·텍사스·캘리포니아 등지의 오렌지·그레이프 프루트·레몬·라임, 태평양 연안의 포도, 그리고 하와이의 파인애플, 북쪽의 선선한 지대에서 생산되는 사과·버찌 등이 있다. 주요 농산물 중 밀·옥수수·콩·귀리·담배·목화·포도·귤·파인애플·사과는 생산량에서 세계 제1∼2위를 다투고 있다. 생산된 대부분의 환금작물은 실질적으로 국내 수요를 충당하고도 남기 때문에 외국으로 수출되며 미국은 주요 식량수출국이기도 하다. 미국은 선진국 중 식량의 완전자급이 가능한 몇 나라 중의 하나이며, 수출능력도 높고 고도의 기술을 이용한 경작으로 생산성도 높다. 주로 남서부와 서부에 있는 경작지의 약 1/10이 관개시설을 갖추고 있다. 생산량은 상업용 화학비료, 살충제, 제초제 등의 사용증가와 더불어 매년 향상되어 왔다.
미국의 주요가축은 소·돼지·말·양 등이다. 농업이 기계화되기 이전에는 소·말이 역축(役畜)으로서 사용되었지만, 현재는 낙농(酪農)을 목적으로 하는 5대호 주변의 소 및 식육공급을 목적으로 하는 내륙평야의 소·돼지·닭의 사육, 거기에 중위도 서부지방의 스텝 지대에서의 소·양의 방목 등이 주요한 것이다. 낙농업은 특히 어퍼미드웨스트와 뉴잉글랜드에서 발달되어 있는데, 우유·치즈·버터의 생산은 국내수요를 충당하고 남아 해외에 수출하거나 정부 보조금을 지원받아 저장한다. 소가죽과 양모의 생산은 피혁 및 섬유 산업의 기초가 된다. 소와 양떼는 지금도 사우스웨스트와 로키산맥 주변에 있는 주들의 주요자산이다. 식용사육조류 산업은 남동부에 집중되어 있다. 미국은 세계 제1의 낙농국으로 우유·버터·육류·치즈·달걀의 생산량은 세계 제1∼2위를 다투고 있다. 2000년 축산사육 두수는 소 9,852만, 돼지 6,220만, 양 723만 마리 등이다.
엄청난 면적의 미국 삼림지 가운데 2/3가 경제적으로 이용되는 삼림지역으로, 주기적으로 벌목되고 다시 녹화된다. 삼림이 가장 많은 지역은 알래스카를 포함한 서부이지만 남부와 북부에도 대규모 삼림이 있다. 미국 전토의 약 3할은 삼림(森林)으로 뒤덮여 있으며, 그 중 약 2억ha는 목재 생산이 가능한 상업용 삼림지대이다. 수종별(樹種別) 분포를 보면, 침엽수림은 냉량다우(冷凉多雨)한 서북부에, 활엽수림은 중앙부에 보이며, 동부 대서양 연안에서는 양자가 혼합되어 있다. 미국에서는 삼림은 토양의 침식이나 홍수를 방지하는 데도 중요하지만, 미국 최대 산업의 하나인 임업을 가능하게 하는 기반으로서 중요한 존재이다. 미국은 세계적인 주요목재생산국이다. 임업은 건축용 목재 등의 제재(製材)와 제지용 목재의 공급으로 대별되는데, 용재(用材) 생산은 세계의 25%를 생산하고 펄프 생산은 세계의 37%를 차지하여 모두 세계 제1위의 생산량을 자랑한다. 조림에 의한 2차림이 적고 원생림에 의한 벌채 단계에 있는데 삼림의 보호관리에 노력하고 있다.
미국은 세계의 주요어업국에 속하며, 어업선단은 대서양, 태평양, 북극해, 카리브해, 멕시코만 등지에서 조업한다. 1997년 미국의 어획량은 약 501만 1,000톤으로 중국·페루·일본에 이어 세계 제4위를 기록하였다. 미국의 수산업은 세계 4대 어장 가운데 북태평양과 북대서양 2개의 연안어장을 가지고 있다. 주요 어장은 동부 대서양 연안의 뉴펀들랜드 앞바다로부터 남쪽에 걸치는 일대와, 서부 태평양 연안의 알래스카 앞바다 및 캘리포니아 연안, 그리고 멕시코만 연안 등 거의 전 해안선에 걸쳐 있다. 어획어종을 살펴보면 연어·청어·대구·정어리류가 가장 많고, 새우·게·조개류·다랑어·고등어·가자미류 등이 잡히고있다. 한편 미국은 가공품을 포함한 수산물의 세계 최대의 수입국이기도 하다.

### 광물 자원
광업과 채석업이 잘 발달되어 있으며 고도로 기계화되어 있다. 미국은 국토가 광활한 만큼 금속을 비롯한 광물자원이 풍부하여 한때는 여러 가지 광물 생산에서 세계 제1위를 기록하였으나, 최근에는 기간산업의 급증하는 수요를 채우지 못하고, 또 국내 자원보존이라는 견지에서 수입도 많아졌다. 그러나 세계 생산고에 대한 미국의 비율을 보면 석유 19%, 아연 8%, 철광석 6.4%, 구리 22%, 납 15%이다. 미국에서 추출되고 가공되는 금속들 가운데 철광석·구리·보크사이트·납·아연·몰리브덴·수은·텅스텐·티탄광·은 등이 가장 중요하다. 인회암·칼륨·석염·석회석·석고·석회·이회토(泥灰土)·부석(浮石)·붕소·활석 등도 발굴된다. 미국은 운모(雲母)·중정석(重晶石)·황·장석(長石) 생산에 있어 세계적인 생산국에 속한다. 미국에서 산출되지 않는 광물은 다이아몬드·망간·크롬·주석 등에 불과하다. 기간적인 산물로서 먼저 철광석의 80%는 슈피리오호(湖) 근처에서 생산되며, 현재의 매장량은 전미국에서 약 60억 t으로 추정되고 있다. 제2의 산물인 석탄은 펜실베이니아·웨스트 버지니아를 중심으로 하는 애팔래치아 산지 일대와 중앙 저지(와이오밍)에 널리 분포하며, 그 대부분은 제철과 발전에 사용되고 있다. 그러나 이 두 광물, 특히 석탄은 과거 20년 동안에 생산량이 50%나 감소하고, 기간산업으로서의 위치를 완전히 석유에 빼앗겼다. 미국의 유전은 연간 약 3억t의 원유를 산출하며, 그 가공 및 석유나 가솔린·윤활유·등유 등의 정제 판매, 나아가서 석유화학공업까지도 포함하면 석유산업은 미국 최대 산업의 하나이다. 주요 유전(油田)은 주로 서부 해안과 중남부에 분포하는데, 특히 알래스카, 캘리포니아, 텍사스, 루이지애나, 오클라호마 등 몇몇 주에의 집중이 현저하다. 천연 가스의 주요매장지도 동일한 지역에서 발견된다. 그러나 미국의 광업 생산은 세계 제1위이지만, 국내 총생산액에서 보면 그 2%에 불과하다. 광업에 종사하는 노동자의 60%는 탄광 노동자이고, 약 20%가 석유·천연가스의 채굴에 종사하며, 나머지 20%가 철광석 기타의 각종 금속광업에서 일하고 있다.

### 공업
1800년경 리처드 아크라이트의 밑에서 일하던 한 관리자가 뉴잉글랜드에 미국 최초의 방직공장을 건설했고 그 후 많은 공장들이 들어섰다. 미국에서의 공업 발달은 미영 전쟁(1812∼1814) 이후, 영국으로부터의 공업제품 수입이 단절된 것을 계기로 국내 공업이 대서양 연안의 섬유·식품공업을 중심으로 발달하기 시작하였고, 북부의 산업자본주의의 승리로 끝난 남북전쟁은 미국이 공업국으로 성장하게 되는 주된 요인이 되었다. 1840년대에는 사무엘 콜트가 코네티컷에 화약 무기 공장을 세웠다. 콜트는 방직업에서 사용하던 대량 생산 기술을 도입했다. 1860년 사이러스 홀 맥코믹이 시카고 외곽에 수확기 공장을 세울 때 모델로 삼은 것 중 하나는 콜트의 공장 운영 방식이었다. 대량 생산 체제에 기반하여 자동차를 만든 헨리 포드는 맥코믹의 회사에서 일한 숙련 노동자들을 끌어들여 그 경험을 빌리려 했다. 이리하여 19세기에 산업혁명을 끝마친 미국은 19세기 후반의 산업자본주의 시대를 거치면서 중공업화가 급속히 진행되었고, 풍부한 지하자원과 제2차 세계대전 중에는 국가의 원조로 항공기공업을 비롯해 선박·자동차 등의 군수공업을 중심으로 하는 분야가 확대되었으며, 2차대전 후에도 2차례의 세계 대전에서 비롯된 국제적 우위성을 배경으로 여전히 번영을 누리는 한편, 합성수지·석유화학·전자공업 등도 발달하여 오늘날 미국은 세계 최대 공업국이 되었다.
미국의 공업 생산량은 일본·독일·프랑스의 합계에 필적할 뿐만 아니라, 항공기·전자 계산기·우주 산업 등 기술적인 면에서도 최첨단을 걷고 있다. 공업은 국민 총생산의 26%, 취업인구의16.5%를 차지하는 이 나라 최대의 산업으로 세계에서 그 생산성이 가장 높다.
중화학 공업의 비율은 51%로서 독일·영국보다는 낮으나 일본보다는 높다. 미국 공업 최대의 특징은 거대한 독점자본에 의한 과점(寡占)이 가능한 것이라고 할 수 있다. 공업 관계 기업의 매출액에 의한 세계적인 상위 기업이 많다. 대표적으로 자동차 업계에서 상위를 차지하는 제너럴모터스(GM)·포드·크라이슬러, 전기업계의 상위를 차지하는 제너럴 일렉트릭·IBM·웨스턴 일렉트릭, 석유업계 1위인 엑슨모빌, 철강업계 1위인 US스틸, 화학업계 1위인 듀퐁, 항공여객기 업계 1위인 보잉사(社) 등이 있다.
미국 공업의 특징은 거대 독점산업 자본에 의한 과점(寡占)이 가능한 것이라고 할 수 있는데, 국내에서는 상위권 50사(社)가 전국 생산량의 65%, 취업자의 75%를 독점하고 있다. 이들 공업의 지역 분포를 보면, 자동차공업은 디트로이트를 중심으로 하는 5대호 주변에 제철소와 함께 입지(立地)하며, 새로운 항공기 공업은 주로 중부·서부에 분포한다. 섬유공업은 지금도 대부분이 동부지방의 뉴욕 이북과 애팔래치아 남부 일대에 있고, 금속·기계공업은 동부해안에서 5대호 주변에 걸쳐 분포한다.신흥의 화학공업이나 석유화학공업은 이와는 달리 뉴욕 이남의 대서양 연안과 남부에 많다. 최근에는 서부 태평양 연안에도 로스앤젤레스를 중심으로 근대공업의 진출이 현저하지만, 여전히 미시시피강을 경계로 하는 동쪽이 전 미국공업의 중심이다. 이들 미국의 공업에서 최근 볼 수 있는 특징은 오토메이션이나 정보혁명에 의하여 초래된 변화이다. 미국 공업에서의 생산성 향상은 노동자를 기계로 대체하는 이른바 성력(省力) 기계화에 의해서 이루어져 왔는데, 그 결과 최근 노동자의 수는 변동이 없는 상태인 데 비하여 공장에서 일하는 과학자나 기사(技師)의 수가 급격히 증가되어 가고 있다. 이것은 전후(戰後)의 기술 혁신에 의한 오토메이션화의 필연적인 결과를 보여주는 것이기도 하지만, 그와 함께 미국공업이 그 이익의 60%를 산업 자체의 발전과 유지에 쏟아 넣어, 새로운 발명·발견에 의해서 새로운 산업 분야를 개척해 가고 있는 경향도 반영하고 있다. 원자력·플라스틱·전자기계 등의 분야는 이 새로운 공업을 대표하는 예이다. 이와 같이 끊임없이 혁신·발전을 추구하는 미국 공업의 새로운 구조에서 오늘날의 번영의 열쇠를 찾아볼 수 있다.
철강 부문에서는 일본이, 자동차와 가정용 전기제품 부문에서는 일본·독일 등이 눈부신 진출을 보여 미국의 국제적 독점의 비중이 낮아지고는 있으나, 이들 제품 대신 보다 고도의 기술을 요하는 항공기·우주산업·컴퓨터 등을 대표적인 공업제품으로 생산함으로써 경쟁력을 강화하고 있다.
미국의 컴퓨터가 세계시장을 석권하고 있는 것은 그 좋은 예이다. 그리고 이들 공업은 정부의 국방지출에 의하여 지탱되는 군수 산업이기도 하여, 이 군산복합체가 새로운 기술개발의 추진력이 되고 있다. 미국 공업은 원래 자원입지형으로 북동부에서 오대호 연안에 이르는 지역에 석탄과 철광자원에 의존한 공업지대를 형성하여 왔다. 그러나 1980년대 경제구조의 개편이후 새로운 지식·기술 집약형 공업이 주류를 이루면서 텍사스주나, 애리조나주 등의 남서부, 또는 캘리포니아주나 워싱턴주와 같이 태평양 연안의 쾌적한 지역을 일컫는 선벨트 지역에 공업이 분산입지하여 새로운 공업지대를 형성하고 있다.

### 에너지
미국 전기 에너지의 약 3/4이 화력발전소에서 생산되며 나머지는 핵발전소와 수력발전소가 충당한다. 수력 자원은 태평양 지역과 산맥 지역에 거의 집중되어 있는데, 두 지역에서 미국 수력발전소 발전 용량의 절반 이상을 생산한다. 알래스카는 미국 수력발전 잠재용량의 거의 1/5을 보유하고 있는 것으로 추산된다. 남동부의 테네시강 유역에는 거대한 수력발전 시설이 들어서 있다.

### 서비스 산업
미국 경제에서 가장 빠른 성장세를 보이는 종목은 서비스 산업으로, 1996년 현재 노동인력의 약 1/3이 여기에 종사하며, 국내총생산 공헌도에 있어 1위를 기록하고 있다. 의료·보건업, 전문업, 사회사업 등이 여기에 포함된다. 또 호텔·리조트·휴양시설의 설립과 함께 최근 시작된 레저 산업도 서비스 분야에 속한다.
플로리다, 남캘리포니아, 하와이 등의 경관이 수려한 해변과 낚시터가 있는 아열대지역은 관광업의 중심지이다. 그밖에 로키산맥과 시에라네바다산맥, 뉴잉글랜드 지역의 겨울 스포츠 리조트도 관광명소로 꼽힌다. 대규모 메트로폴리스 지역도 박물관과 문화행사 등을 통해 관광객의 관심을 끈다. 동부 연안주의 역사 유적지, 서부의 불가사의한 자연경관과 국립공원, 캐나다-미국 국경의 나이아가라 폭포 등도 국내 및 외국 관광객을 매료시키는 주요관광명소이다.

## 교통
미국이 그 넓은 국토에 남김없이 인구가 분포하여 활발한 산업활동을 전개할 수 있었던 것은 근대적인 교통기관의 발달에 힘입은 바 매우 크다. 서부 개척의 초기에는 마차와 배가 주요 교통기관이었으나, 19세기 후반의 교통 혁명으로 미국의 동부는 철도망에 뒤덮이고, 나아가서 로키산맥을 넘어 태평양 연안에 이르는 대륙 횡단 철도가 여러 개 건설되기에 이르자, 비로소 정치적으로나 경제적으로나 일체가 되었다고 하겠다. 그러나 이 철도도 20세기에 들어와 자동차와 항공기의 발달로 이제 여객 수송에서 완전히 사양화하고 있다.

## 자료
다음 표는 1980년부터 2019년까지의 주요 경제 지표를 나타낸 것이다.
| 연도        | 명목 GDP (10억 USD) | 1인당 GDP (USD) | GDP 성장 (실질) | 인플레이션 비율 (%) | 실업률 (%) | 수지 균형 (GDP 중 %) | 정부 부채 (GDP 중 %) | 현재 수지 (GDP 중 %) |
| ----------- | ------------------- | --------------- | --------------- | ------------------- | ---------- | -------------------- | -------------------- | -------------------- |
| 2020 (추산) | 20,934.0            | 57,589          | −3.5 %          | 0.62 %              | 11.1 %     | −n/a %               | 79.9 %               | −n/a %               |
| 2019        | 21,439.0            | 64,674          | 2.2 %           | 1.8 %               | 3.5 %      | −4.6 %               | 78.9 %               |                      |
| 2018        | 20,611.2            | 62,869          | 3.0 %           | 2.4 %               | 3.9 %      | −3.8 %               | 77.8 %               | −2.4 %               |
| 2017        | 19,519.4            | 60,000          | 2.3%            | 2.1 %               | 4.4 %      | −3.4 %               | 76.1%                | −2.3 %               |
| 2016        | 18,715.0            | 57,878          | 1.7 %           | 1.3 %               | 4.9 %      | −3.1 %               | 76.4%                | −2.3 %               |
| 2015        | 18,224.8            | 56,770          | 3.1 %           | 0.1 %               | 5.3 %      | −2.4 %               | 72.5%                | −2.2 %               |
| 2014        | 17,521.3            | 54,993          | 2.5 %           | 1.6 %               | 6.2 %      | −2.8 %               | 73.7%                | −2.1 %               |
| 2013        | 16,784.9            | 52,737          | 1.8 %           | 1.5 %               | 7.4 %      | −4.0 %               | 72.2%                | −2.1 %               |
| 2012        | 16,155.3            | 51,404          | 2.2 %           | 2.1 %               | 8.1 %      | −5.7 %               | 70.3%                | −2.6 %               |
| 2011        | 15,517.9            | 49,736          | 1.6 %           | 3.1 %               | 8.9 %      | −7.3 %               | 65.8%                | −2.9 %               |
| 2010        | 14,964.4            | 48,311          | 2.6 %           | 1.6 %               | 9.6 %      | −8.6 %               | 60.8%                | −2.9 %               |
| 2009        | 14,418.7            | 46,909          | −2.5 %          | −0.3 %              | 9.3 %      | −9.8 %               | 52.3%                | −2.6 %               |
| 2008        | 14,718.6            | 48,302          | −0.2 %          | 3.8 %               | 5.8 %      | −4.6 %               | 39.4%                | −4.6 %               |
| 2007        | 14,477.6            | 47,955          | 1.9 %           | 2.9 %               | 4.6 %      | −0.8 %               | 35.2%                | −4.9 %               |
| 2006        | 13,855.9            | 46,352          | 2.9 %           | 3.2 %               | 4.6 %      | −0.1 %               | 35.4%                | −5.8 %               |
| 2005        | 13,093.7            | 44,218          | 3.3 %           | 3.4 %               | 5.1 %      | −1.2 %               | 35.8%                | −5.7 %               |
| 2004        | 12,274.9            | 41,838          | 3.8 %           | 2.7 %               | 5.5 %      | −2.3 %               | 35.7%                | −5.1 %               |
| 2003        | 11,510.7            | 39,592          | 2.8 %           | 2.3 %               | 6.0 %      | −2.8 %               | 34.7%                | −4.1 %               |
| 2002        | 10,977.5            | 38,114          | 1.8 %           | 1.6 %               | 5.8 %      | −1.7 %               | 32.7%                | −4.1 %               |
| 2001        | 10,621.9            | 37,241          | 1.0 %           | 2.8 %               | 4.7 %      | 1.2 %                | 31.5%                | −3.7 %               |
| 2000        | 10,284.8            | 36,433          | 4.1 %           | 3.4 %               | 4.0 %      | 2.3 %                | 33.7%                | −3.9 %               |
| 1999        | 9,660.6             | 34,602          | 4.8 %           | 2.2 %               | 4.2 %      | 1.3 %                | 38.3%                | −3.0 %               |
| 1998        | 9,089.2             | 32,929          | 4.5 %           | 1.5 %               | 4.5 %      | 0.8 %                | 41.7%                | −2.4 %               |
| 1997        | 8,608.5             | 31,554          | 4.4 %           | 2.3 %               | 4.9 %      | −0.2 %               | 44.6%                | −1.6 %               |
| 1996        | 8,100.1             | 30,047          | 3.7 %           | 2.9 %               | 5.4 %      | −1.3 %               | 47.0%                | −1.5 %               |
| 1995        | 7,664.1             | 28,763          | 2.7 %           | 2.8 %               | 5.6 %      | −2.1 %               | 47.7%                | −1.5 %               |
| 1994        | 7,308.8             | 27,756          | 4.0 %           | 2.6 %               | 6.1 %      | −2.8 %               | 47.8%                | −1.7 %               |
| 1993        | 6,878.7             | 26,442          | 2.7 %           | 3.0 %               | 6.9 %      | −3.7 %               | 47.9%                | −1.2 %               |
| 1992        | 6,539.3             | 25,467          | 3.6 %           | 3.0 %               | 7.5 %      | −4.5 %               | 46.8%                | −0.8 %               |
| 1991        | 6,174.1             | 24,366          | −0.1 %          | 4.2 %               | 6.9 %      | −4.4 %               | 44.1%                | 0.0 %                |
| 1990        | 5,979.6             | 23,914          | 1.9 %           | 5.4 %               | 5.6 %      | −3.7 %               | 40.9%                | −1.3 %               |
| 1989        | 5,657.7             | 22,879          | 3.7 %           | 4.8 %               | 5.3 %      | −2.7 %               | 39.4%                | −1.8 %               |
| 1988        | 5,252.6             | 21,442          | 4.2 %           | 4.1 %               | 5.5 %      | −3.0 %               | 39.9%                | −2.3 %               |
| 1987        | 4,870.2             | 20,063          | 3.5 %           | 3.6 %               | 6.2 %      | −3.1 %               | 39.6%                | −3.3 %               |
| 1986        | 4,590.1             | 19,078          | 3.5 %           | 1.9 %               | 7.0 %      | −4.8 %               | 38.5%                | −3.2 %               |
| 1985        | 4,346.8             | 18,232          | 4.2 %           | 3.5 %               | 7.2 %      | −4.9 %               | 35.3%                | −2.7 %               |
| 1984        | 4,040.7             | 17,099          | 7.2 %           | 4.4 %               | 7.5 %      | −4.6 %               | 33.1%                | −2.3 %               |
| 1983        | 3,638.1             | 15,531          | 4.6 %           | 3.2 %               | 9.6 %      | −5.7 %               | 32.2%                | −1.1 %               |
| 1982        | 3,345.0             | 14,410          | −1.8 %          | 6.2 %               | 9.7 %      | −3.8 %               | 27.9%                | −0.2 %               |
| 1981        | 3,211.0             | 13,966          | 2.6 %           | 10.4 %              | 7.6 %      | −2.5 %               | 25.2%                | 0.2 %                |
| 1980        | 2,862.5             | 12,575          | −0.2 %          | 13.5 %              | 7.2 %      | −2.6 %               | 25.5%                | 0.1 %                |

## 같이 보기
- 미국
- 한국계 미국인
- 미국의 이민